# Talakag
Talakag (Bayan ng Talakag) är en kommun i Filippinerna. Kommunen ligger på ön Mindanao, och tillhör provinsen Bukidnon. Folkmängden uppgår till 48 326 invånare.

## Bildgalleri

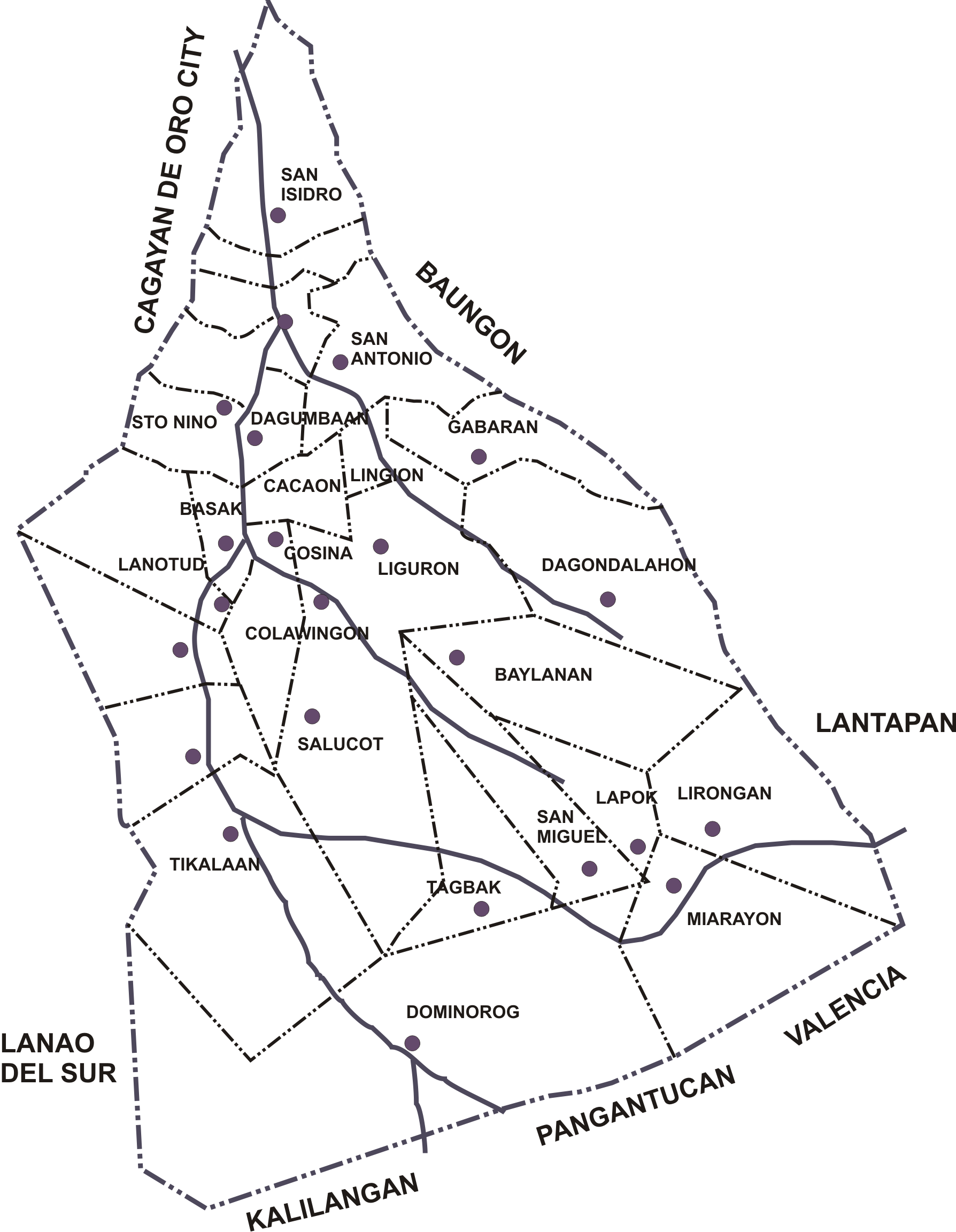

## Barangayer
Talakag är indelat i 29 barangayer.
| - Basak - Baylanan - Cacaon - Colawingon - Cosina - Dagumbaan - Dagundalahon - Dominorog - Lapok - Indulang - Lantud - Liguron - Lingi-on - Lirongan - Santo Niño (Lumbayawa) | - Miarayon - Barangay 1 (Pob.) - Barangay 2 (Pob.) - Barangay 3 (Pob.) - Barangay 4 (Pob.) - Barangay 5 (Pob.) - Sagaran - Salucot - San Antonio - San Isidro - San Miguel - San Rafael - Tagbak - Tikalaan |